# Oxystoma
Genre
Oxystoma est un genre d'insectes de l'ordre des coléoptères, de la super-famille des Curculionoidea et de la famille des Brentidae (anciennement des Apionidae).

## Liste des espèces
Selon BioLib (21 aout 2021) :
- Oxystoma abruptum (Sharp, 1891)
- Oxystoma bipartirostre (Desbrochers des Loges, 1889)
- Oxystoma cerdo (Gerstäcker, 1854)
- Oxystoma craccae (Linnaeus, 1767)
- Oxystoma dimidiatum (Desbrochers des Loges, 1897)
- Oxystoma fausti (Desbrochers des Loges, 1889)
- Oxystoma insignicolle (Desbrochers des Loges, 1891)
- Oxystoma laeviusculum Desbrochers des Loges, 1904
- Oxystoma ochropus (Germar, 1818)
- Oxystoma opeticum (Bach, 1854)
- Oxystoma pomonae (Fabricius, 1798)
- Oxystoma subulatum (W. Kirby, 1808)